# Junkie and the Juicehead Minus Me
Junkie and the Juicehead Minus Me es el vigesimoprimer álbum del cantante country Johnny Cash lanzado en 1974. El disco incluye las colaboraciones de sus hijas Rosanne Cash y Carlene Carter y 2 canciones fueron escritas por Kris Kristofferson más el super éxito "Don't Take Your Guns to Town" que fue reeditado, también está la canción "Father and Daughter (Father and Son)" que es muy conocida ya que es la canción de Cat Stevens en la cual hace un dueto con su hijastra Rosey Nix Adams con ligeros cambios en la letra de la canción la cual será reeditada en el 2003 en el CD Unearthed pero Cash hace dueto con Fiona Apple.

## Canciones
1. The Junkie and the Juicehead, Minus Me – 3:03
(Kris Kristofferson)
2. Don't Take Your Guns to Town – 2:49
(Cash)
3. Broken Freedom Song (Cantada por Rosanne Cash) – 3:03
(Kris Kristofferson)
4. I Do Believe – 2:31
(Cash)
5. Ole Slew Foot (Cantada por Cash, June Carter y su familia) – 2:17
(Howard Hausey)
6. Keep on the Sunny Side (Cantada por Cash, June Carter y su familia) – 2:16
(A. P. Carter y Gary Garett)
7. Father and Daughter (Father and Son) (Cantada por Cash y Rosey Nix) – 3:02
(Cat Stevens)
8. Crystal Chandeliers and Burgundy – 2:27
(Jack Routh)
9. Friendly Gates (Cantada por Carlene Carter y Cash) – 2:21
(Routh)
10. Billy and Rex and Oral and Bob – 7:45
(Cash)
11. Jesús (Cantada por June Carter Cash) – 2:22
(Loney Hutchins)
12. Lay Back With My Woman – 2:28
(Routh)

## Posición en listas
Álbum - Billboard (América del Norte)
| Año  | Tabla           | Posición |
| ---- | --------------- | -------- |
| 1974 | Álbumes Country | 48       |